# Версия №2 лежащей фигуры со шприцем
«Версия №2 лежащей фигуры со шприцем» (англ. Version No. 2 of Lying Figure with Hypodermic Syringe) — картина британского художника ирландского происхождения Фрэнсиса Бэкона, созданная в 1968 году. Она была выполнена маслом на холсте. Это вторая из двух одноимённых картин, основанных на обнаженных фотографиях его близкой подруги Генриетты Мораес, которая изображена в полулежачей позе на кровати, а сами они являются частью более обширной серии разрушенных фигур на кроватях, которая началась с триптиха 1963 года «Лежащая фигура». 
Мораес и Бэкон были собутыльниками. Она была любимой моделью художника, и он изобразил её более десятка раз в различных формах, включая портреты, портреты в составе триптихов и как фигуру в более сложной композиции, как и в «Версии №2 лежащей фигуры со шприцем». Они знали друг друга по пабу «Colony Room Club» в лондонском квартале Сохо, где также часто встречались с Джоном Дикином, ещё одним близким другом и фотографом Бэкона, которому он поручил сделать фотографии, на которых и основана его картина. 
Мораес была известной красавицей в Лондоне 1960-х годов и была моделью и музой для Бэкона, Люсьена Фрейда и позднее для Мэгги Хэмблинг. Бэкон несомненно был геем и не часто рисовал или проявлял большой интерес к женской обнаженной натуре, хотя оригинальные фотографии Дикина были довольно эротичными, граничившими с вуайеризмом. На работу Бэкона также повлияла серия из четырёх картин швейцарского художника Генриха Фюссли «Ночной кошмар», созданная в конце XVIII века и подчёркивающая женскую сексуальность и привлекательность, которая согласно описанию аукциона Сотбис особенно выражена в длинных волосах и откинутой назад руке. Картина Бэкона содержит отсылки к этим деталям, но более сосредоточена на своём внутреннем беспорядке и проекции его мрачного, нигилистического, мировоззрения. Об этом свидетельствует искажённая и нелестная манера, в которой художник изобразил свою модель, и особенно то, как она, как кажется, приколота к кровати шприцем для подкожных инъекций. 
Бэкон выступал против мелодраматичности и нагруженности смыслами в своих картинах, и был сторонником использования в своих картинах простых предметов, в том числе такого непосредственного инструмента как шприц. В то же время он рассматривал его как аналог гвоздей в изображении распятия Иисуса Христа, волновавший Бэкона на протяжении всего его творчества сюжет, используя его как форму более сильного пригвождения изображения к реальности или явлению. Художник утверждал, что он предпочёл шприц не из-за наркотика, которым его вводят, а так изображение гвоздей для этих целей было бы более глупо и мелодраматично. Любопытно, что сама Мораес была жертвой героиновой зависимости с 1970-х годов. 